# Holopogon ui
Holopogon ui là một loài ruồi trong họ Asilidae. Holopogon ui được Tomasovic miêu tả năm 2005. Loài này phân bố ở vùng Cổ Bắc giới.